# اچ‌دی ۱۲۵۲۸۸
اچ‌دی ۱۲۵۲۸۸ یک ستاره است که در صورت فلکی قنطورس قرار دارد.